# Roosbeef
Roosbeef is een Nederlandse band, oorspronkelijk afkomstig uit Duiven, rondom naamgever, singer-songwriter en toetseniste Roos Rebergen. Verder bestaat de band uit drummer Tim van Oosten, Pascal Deweze op bas en Sjoerd Bruil op gitaar. 
De teksten waren aanvankelijk afwisselend Engels- en Nederlandstalig maar sinds het debuutalbum alleen Nederlandstalig.

## Biografie
In 2003 werd Roosbeef opgericht door Roos Rebergen, die op dat moment 15 jaar oud was. De band bestond naast Roos Rebergen uit Tim van Oosten, Mischa Veldhoen en Reinier Van Den Haak. In 2005 won de band de Grote Prijs van Nederland in de categorie Singer/Songwriter. In dat jaar won men eveneens de Kunstbende, het Gelders Singer-songwriterfestival, ErnemZweet, Sp!ts Breakthrough Award en de 3FM BuZz Award. Tijdens die laatste finale speelde men hun eigen nummer Chicky chicky en het nummer Watskeburt?! van De Jeugd van Tegenwoordig. Op 3 december 2005 trad Roosbeef op tijdens het Give peace a change - ode aan John Lennon concert in de Amsterdamse muziektempel de Melkweg waar ze het nummer I want you (she's so heavy) zong. In 2006 kwam hun eerste single uit, De Bouwvakkers. Ook in 2006 brachten ze de gelijknamige ep Roosbeef uit. Tijdens de Avond van het Liefdeslied op 8 oktober 2006 zingt ze een gedicht van Erik Jan Harmens 'Mijn fantasie doet het niet'. In 2007 namen ze voor de herdruk van het boek Elvis in Nederland het nummer Are You Lonesome Tonight? op. 
Op 15 december 2008 kwam het langverwachte debuutalbum Ze willen wel je hond aaien maar niet met je praten waarbj bassist Misha Veldhoen was vervangen door Harmen de Bresser. Tom Pintens produceerde het album en trad aan als gastmuzikant, evenals Tjeerd Bomhof. In 2009 won Roosbeef De Eerste Prijs. 
Op 2 januari 2009 zond Omroep Gelderland de televisiepremière uit van de documentaire Roos Rebergen - Weet Ik Niet Zo Goed..., gemaakt door Bas Berkhout. Deze documentaire won tijdens de Openingsavond van het 29e Nederlands Film Festival de Filmprijs van de Stad Utrecht 2009. 
In 2009 nam Rebergen samen met Torre Florim van De Staat De Speeldoos op, een plaat met zes nummers waarvan de teksten geschreven zijn door verstandelijk gehandicapten. Naar aanleiding van deze release volgden twee optredens en in 2013 een verrassingsoptreden tijdens Eurosonic als aankondiging voor De Tweede Speeldoos. 
In 2010 trad Roosbeef aan in het muziekprogramma de Nederpopshow (opgenomen in TrouwAmsterdam en uitgezonden door de VPRO) en speelde de nummers Meisjes en Te Heet Gewassen. Dit laatste nummer verscheen op De beste optredens uit VPRO's Nederpopshow (dvd) en ook op Shouting Boots live! (cd) van het gelijknamige radio6 programma. Bassist Harmen de Bresser was alweer vervangen door Erik Harbers.
In 2011 vertolkte Roos Rebergen op televisie bij De Wereld Draait Door het nummer Blue van Lucinda Williams, begeleid door Tjeerd Bomhof. Ze zong dit nummer nogmaals live in de Melkweg tijdens het De Wereld Draait Door Recordings, wat dan verscheen op de gelijknamige dubbel-cd.
Op het compilatiealbum Te Gek!? 4 staat het nummer In Het Bos wat in 2011 werd opgenomen in het album Omdat ik dat wil. Van dit album, opnieuw geproduceerd door Tom Pintens, kwam op 15 augustus eerst de single Twijfelaar uit via iTunes. Enkele nummers van het album werden in 2011 al gespeeld tijdens de Parade en tijdens een optreden met Pintens' "De oogst van Tom Pintens" in de Tolhuistuin in Amsterdam op 24 juli.  
Tijdens de opnames van het tweede album verdween bassist Erik Harbers geruisloos van het toneel. Zijn rol werd overgenomen door (onder meer) Tom Pintens. Van 2009 tot 2012 was ook Wannes Cappelle van Het Zesde Metaal een vast bandlid (toetsen, gitaar, zang). Roos Rebergen is zelf regelmatig ook te zien als gastbandlid bij optredens van Het Zesde Metaal.
In 2012 kwam de ep Warüm uit, geproduceerd door Roos Rebergen zelf, waarbij enkele nummers van voorgaande album op een andere manier werden gebracht en waarop ook het nummer The Story Of An Artist (vertaald als Het leven van een kunstenaar) van Daniel Johnston ten gehore werd gebracht. Deze ep werd vergezeld van een theatertoer onder de naam De Grote Demo-show waarbij Roosbeef trachtte het publiek mee te nemen naar het ontstaan van de liedjes van hun voorgaande albums. Wannes Cappelle werd voor dit album opgevolgd door Tijs Delbeke (Sir Yes Sir). Roos Rebergen verhuisde zelf naar Antwerpen. In 2012 nam Roosbeef het nummer Narcissen op speciaal voor de cd Mijn natuur voor Natuurmonumenten.
In 2014 verliet gitarist Reinier van den Haak (zanger van Krach) de band. In oktober 2014 kwam de single Kalf wat ook de titel is van het album dat in 2015 uit kwam op haar eigen label Buffel. Roos Rebergen verhuisde samen met haar vriend in 2018 voor twee jaar naar Kentucky waar ze een dochter kregen. Eenmaal terug in Antwerpen kwam in 2020 ze het album Lucky uit.  Vanwege de coronacrisis werden de concerten afgelast en ging men weer over tot het schrijven tot van nieuwe muziek wat in 2023 resulteerde in het album Zomer in Nederland, waarbij gitarist Sjoerd Bruil (Millionaire, Dez Mona) de groep versterkte. In 2022 nam Roosbeef nog het nummer Olles ol gezien op met Flip Kowlier op diens album September.

## Discografie

### Albums

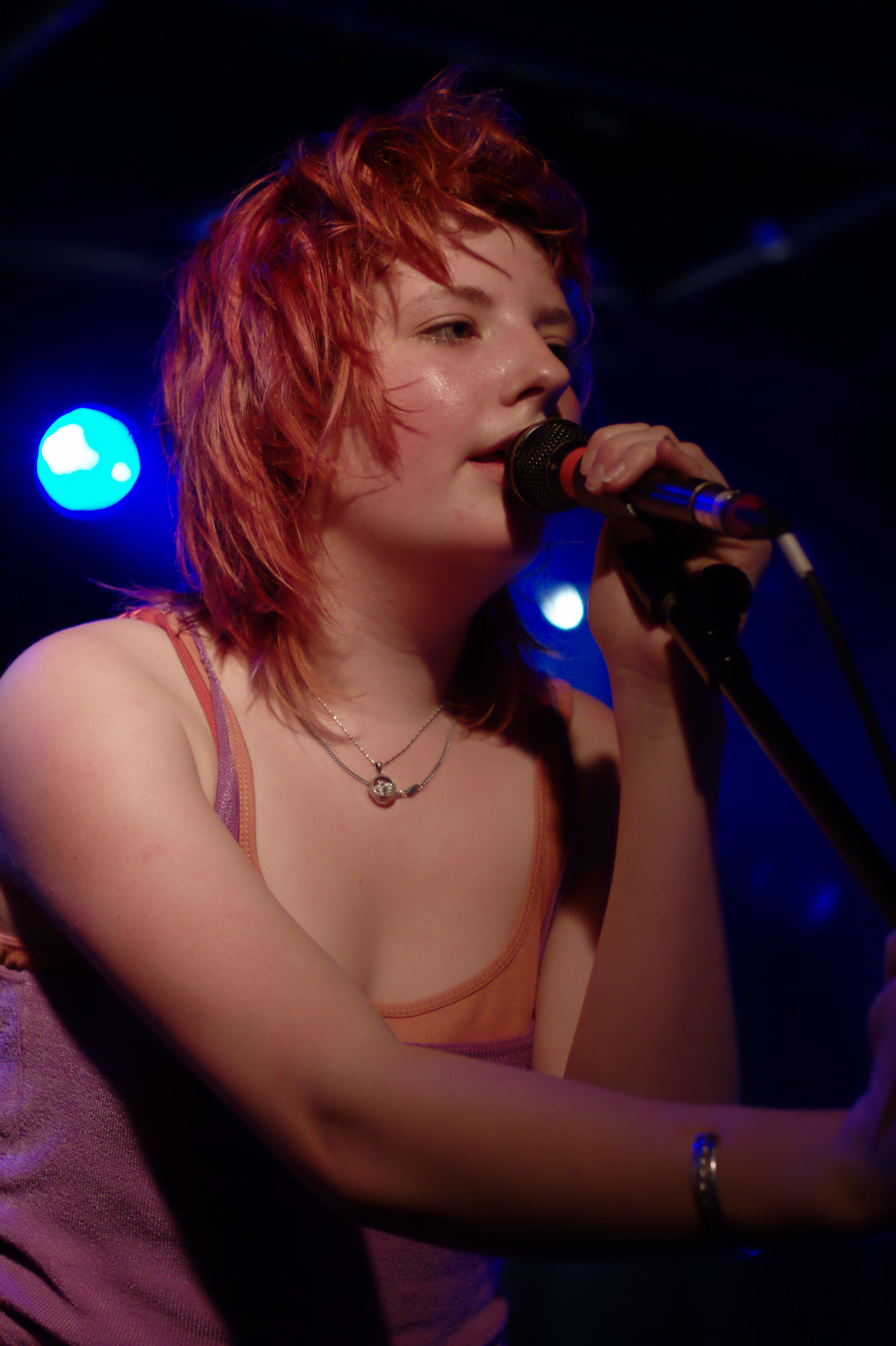
Roos Rebergen

| Album met eventuele hitnotering(en) in de Nederlandse Album Top 100 | Datum van verschijnen | Datum van binnenkomst | Hoogste positie | Aantal weken | Opmerkingen |
| ------------------------------------------------------------------- | --------------------- | --------------------- | --------------- | ------------ | ----------- |
| Roosbeef                                                            | 2006                  | -                     |                 |              | ep          |
| Ze willen wel je hond aaien maar niet met je praten                 | 12-12-2008            | 20-12-2008            | 16              | 28           |             |
| Omdat ik dat wil                                                    | 01-09-2011            | 10-09-2011            | 6               | 10           |             |
| Warüm                                                               | 20-09-2012            | -                     |                 |              | ep          |
| Kalf                                                                | 13-02-2015            |                       | 12              | 5*           |             |
| Lucky                                                               | 17-01-2020            |                       |                 |              |             |
| Zomer in Nederland                                                  | 20-01-2023            |                       |                 |              |             |

| Album met hitnotering(en) in de Vlaamse Ultratop 200 albums | Datum van verschijnen | Datum van binnenkomst | Hoogste positie | Aantal weken | Opmerkingen |
| ----------------------------------------------------------- | --------------------- | --------------------- | --------------- | ------------ | ----------- |
| Kalf                                                        | 2015                  | 28-02-2015            | 31              | 25*          |             |

### Singles
| Single met hitnotering(en) in de Vlaamse Ultratop 50 | Datum van verschijnen | Datum van binnenkomst | Hoogste positie | Aantal weken | Opmerkingen          |
| ---------------------------------------------------- | --------------------- | --------------------- | --------------- | ------------ | -------------------- |
| Iets te veel wij(n)                                  | 2012                  | 11-02-2012            | tip90           | -            |                      |
| Vergis ik mij                                        | 2012                  | 17-11-2012            | tip42           | -            |                      |
| Lied voor een hart                                   | 2013                  | 04-01-2014            | tip75           | -            | Styrofoam & Roosbeef |
| Kalf                                                 | 2014                  | 29-11-2014            | tip50           | -            |                      |